# Fuchibotulus
Fuchibotulus là một chi nhện trong họ Trachelidae.

## Các loài
- Fuchibotulus bicornis Haddad & Lyle, 2008
- Fuchibotulus kigelia Haddad & Lyle, 2008